# Mount Porteus
Mount Porteus är ett berg i Antarktis. Det ligger i Östantarktis. Australien gör anspråk på området. Toppen på Mount Porteus är 450 meter över havet.
Terrängen runt Mount Porteus är platt österut, men västerut är den kuperad. Terrängen runt Mount Porteus sluttar västerut. Trakten är obefolkad. Det finns inga samhällen i närheten.